# 5 Seconds of Summer/Diskografie
Diese Diskografie ist eine Übersicht über die musikalischen Werke der australischen Pop-Rock-Band 5 Seconds of Summer. Den Schallplattenauszeichnungen zufolge hat sie bisher mehr als 33,7 Millionen Tonträger verkauft. Ihre erfolgreichste Veröffentlichung ist die Single Youngblood mit über 10,5 Millionen verkauften Einheiten.

## Alben

### Studioalben
| Jahr | Titel Musiklabel                             | Höchstplatzierung, Gesamtwochen, AuszeichnungChartplatzierungen (Jahr, Titel, Musiklabel, Platzierungen, Wochen, Auszeichnungen, Anmerkungen) | Höchstplatzierung, Gesamtwochen, AuszeichnungChartplatzierungen (Jahr, Titel, Musiklabel, Platzierungen, Wochen, Auszeichnungen, Anmerkungen) | Höchstplatzierung, Gesamtwochen, AuszeichnungChartplatzierungen (Jahr, Titel, Musiklabel, Platzierungen, Wochen, Auszeichnungen, Anmerkungen) | Höchstplatzierung, Gesamtwochen, AuszeichnungChartplatzierungen (Jahr, Titel, Musiklabel, Platzierungen, Wochen, Auszeichnungen, Anmerkungen) | Höchstplatzierung, Gesamtwochen, AuszeichnungChartplatzierungen (Jahr, Titel, Musiklabel, Platzierungen, Wochen, Auszeichnungen, Anmerkungen) | Höchstplatzierung, Gesamtwochen, AuszeichnungChartplatzierungen (Jahr, Titel, Musiklabel, Platzierungen, Wochen, Auszeichnungen, Anmerkungen) | Höchstplatzierung, Gesamtwochen, AuszeichnungChartplatzierungen (Jahr, Titel, Musiklabel, Platzierungen, Wochen, Auszeichnungen, Anmerkungen) | Anmerkungen                                                |
| Jahr | Titel Musiklabel                             | DE | AT | CH | UK | US | AU | NZ | Anmerkungen                                                |
| ---- | -------------------------------------------- | --- | --- | --- | --- | --- | --- | --- | ---------------------------------------------------------- |
| 2014 | 5 Seconds of Summer Capitol Records (UMG)    | DE6 (8 Wo.)DE | AT4 Gold · (10 Wo.)AT | CH5 (12 Wo.)CH | UK2 Platin · (42 Wo.)UK | US1 Platin · (66 Wo.)US | AU1 ×2Doppelplatin · (29 Wo.)AU | NZ1 Gold · (19 Wo.)NZ | Erstveröffentlichung: 27. Juni 2014 Verkäufe: + 1.772.500  |
| 2015 | Sounds Good Feels Good Capitol Records (UMG) | DE3 (4 Wo.)DE | AT1 (4 Wo.)AT | CH3 (4 Wo.)CH | UK1 Gold · (12 Wo.)UK | US1 Gold · (14 Wo.)US | AU1 Gold · (11 Wo.)AU | NZ2 (7 Wo.)NZ | Erstveröffentlichung: 23. Oktober 2015 Verkäufe: + 677.500 |
| 2018 | Youngblood Capitol Records (UMG)             | DE6 (4 Wo.)DE | AT5 (3 Wo.)AT | CH8 (3 Wo.)CH | UK3 Gold · (13 Wo.)UK | US1 Platin · (64 Wo.)US | AU1 Gold · (15 Wo.)AU | NZ2 (11 Wo.)NZ | Erstveröffentlichung: 15. Juni 2018 Verkäufe: + 1.375.000  |
| 2020 | Calm Interscope Records (UMG)                | DE7 (3 Wo.)DE | AT4 (5 Wo.)AT | CH13 (2 Wo.)CH | UK1 Gold · (5 Wo.)UK | US2 (9 Wo.)US | AU1 (16 Wo.)AU | NZ4 (8 Wo.)NZ | Erstveröffentlichung: 27. März 2020 Verkäufe: + 127.500    |
| 2022 | 5SOS5 BMG Rights Management (WMG)            | DE5 (2 Wo.)DE | AT9 (2 Wo.)AT | CH16 (2 Wo.)CH | UK1 (3 Wo.)UK | US2 (3 Wo.)US | AU1 (3 Wo.)AU | NZ3 (2 Wo.)NZ | Erstveröffentlichung: 23. September 2022                   |

### Livealben
| Jahr | Titel Musiklabel                                                                             | Höchstplatzierung, Gesamtwochen, AuszeichnungChartplatzierungen (Jahr, Titel, Musiklabel, Platzierungen, Wochen, Auszeichnungen, Anmerkungen) | Höchstplatzierung, Gesamtwochen, AuszeichnungChartplatzierungen (Jahr, Titel, Musiklabel, Platzierungen, Wochen, Auszeichnungen, Anmerkungen) | Höchstplatzierung, Gesamtwochen, AuszeichnungChartplatzierungen (Jahr, Titel, Musiklabel, Platzierungen, Wochen, Auszeichnungen, Anmerkungen) | Höchstplatzierung, Gesamtwochen, AuszeichnungChartplatzierungen (Jahr, Titel, Musiklabel, Platzierungen, Wochen, Auszeichnungen, Anmerkungen) | Höchstplatzierung, Gesamtwochen, AuszeichnungChartplatzierungen (Jahr, Titel, Musiklabel, Platzierungen, Wochen, Auszeichnungen, Anmerkungen) | Höchstplatzierung, Gesamtwochen, AuszeichnungChartplatzierungen (Jahr, Titel, Musiklabel, Platzierungen, Wochen, Auszeichnungen, Anmerkungen) | Höchstplatzierung, Gesamtwochen, AuszeichnungChartplatzierungen (Jahr, Titel, Musiklabel, Platzierungen, Wochen, Auszeichnungen, Anmerkungen) | Anmerkungen                                                |
| Jahr | Titel Musiklabel                                                                             | DE | AT | CH | UK | US | AU | NZ | Anmerkungen                                                |
| ---- | -------------------------------------------------------------------------------------------- | --- | --- | --- | --- | --- | --- | --- | ---------------------------------------------------------- |
| 2014 | LiveSOS Capitol Records (UMG)                                                                | — | — | CH65 (1 Wo.)CH | UK31 (5 Wo.)UK | US13 (7 Wo.)US | AU7 (6 Wo.)AU | NZ23 (5 Wo.)NZ | Erstveröffentlichung: 12. Dezember 2014 Verkäufe: + 40.000 |
| 2018 | Meet You There Tour Capitol Records (UMG)                                                    | — | — | — | — | — | — | — | Erstveröffentlichung: 21. Dezember 2018                    |
| 2023 | The Feeling of Falling Upwards – Live from the Royal Albert Hall BMG Rights Management (WMG) | — | — | — | — | — | AU34 (1 Wo.)AU | — | Erstveröffentlichung: 14. April 2023                       |

### EPs
| Jahr | Titel Musiklabel                           | Höchstplatzierung, Gesamtwochen, AuszeichnungChartplatzierungen (Jahr, Titel, Musiklabel, Platzierungen, Wochen, Auszeichnungen, Anmerkungen) | Höchstplatzierung, Gesamtwochen, AuszeichnungChartplatzierungen (Jahr, Titel, Musiklabel, Platzierungen, Wochen, Auszeichnungen, Anmerkungen) | Höchstplatzierung, Gesamtwochen, AuszeichnungChartplatzierungen (Jahr, Titel, Musiklabel, Platzierungen, Wochen, Auszeichnungen, Anmerkungen) | Höchstplatzierung, Gesamtwochen, AuszeichnungChartplatzierungen (Jahr, Titel, Musiklabel, Platzierungen, Wochen, Auszeichnungen, Anmerkungen) | Höchstplatzierung, Gesamtwochen, AuszeichnungChartplatzierungen (Jahr, Titel, Musiklabel, Platzierungen, Wochen, Auszeichnungen, Anmerkungen) | Höchstplatzierung, Gesamtwochen, AuszeichnungChartplatzierungen (Jahr, Titel, Musiklabel, Platzierungen, Wochen, Auszeichnungen, Anmerkungen) | Höchstplatzierung, Gesamtwochen, AuszeichnungChartplatzierungen (Jahr, Titel, Musiklabel, Platzierungen, Wochen, Auszeichnungen, Anmerkungen) | Anmerkungen                                               |
| Jahr | Titel Musiklabel                           | DE | AT | CH | UK | US | AU | NZ | Anmerkungen                                               |
| ---- | ------------------------------------------ | --- | --- | --- | --- | --- | --- | --- | --------------------------------------------------------- |
| 2012 | Unplugged Capitol Records (UMG)            | — | — | — | — | — | — | — | Erstveröffentlichung: 26. Juni 2012                       |
| 2012 | Somewhere New Capitol Records (UMG)        | — | — | — | — | — | AU— GoldAU | NZ36 (1 Wo.)NZ | Erstveröffentlichung: 7. Dezember 2012 Verkäufe: + 35.000 |
| 2014 | She Looks So Perfect Capitol Records (UMG) | — | — | — | — | US2 (24 Wo.)US | — | — | Erstveröffentlichung: 21. März 2014                       |
| 2015 | She’s Kinda Hot Capitol Records (UMG)      | — | — | — | — | — | — | — | Erstveröffentlichung: 8. August 2015                      |

## Singles

### Als Leadmusiker
| Jahr | Titel Album                                     | Höchstplatzierung, Gesamtwochen, AuszeichnungChartplatzierungen (Jahr, Titel, Album, Platzierungen, Wochen, Auszeichnungen, Anmerkungen) | Höchstplatzierung, Gesamtwochen, AuszeichnungChartplatzierungen (Jahr, Titel, Album, Platzierungen, Wochen, Auszeichnungen, Anmerkungen) | Höchstplatzierung, Gesamtwochen, AuszeichnungChartplatzierungen (Jahr, Titel, Album, Platzierungen, Wochen, Auszeichnungen, Anmerkungen) | Höchstplatzierung, Gesamtwochen, AuszeichnungChartplatzierungen (Jahr, Titel, Album, Platzierungen, Wochen, Auszeichnungen, Anmerkungen) | Höchstplatzierung, Gesamtwochen, AuszeichnungChartplatzierungen (Jahr, Titel, Album, Platzierungen, Wochen, Auszeichnungen, Anmerkungen) | Höchstplatzierung, Gesamtwochen, AuszeichnungChartplatzierungen (Jahr, Titel, Album, Platzierungen, Wochen, Auszeichnungen, Anmerkungen) | Höchstplatzierung, Gesamtwochen, AuszeichnungChartplatzierungen (Jahr, Titel, Album, Platzierungen, Wochen, Auszeichnungen, Anmerkungen) | Anmerkungen                                                                       |
| Jahr | Titel Album                                     | DE | AT | CH | UK | US | AU | NZ | Anmerkungen                                                                       |
| --- | ----------------------------------------------- | --- | --- | --- | --- | --- | --- | --- | --------------------------------------------------------------------------------- |
| 2012 | Out of My Limit Somewhere New                   | — | — | — | — | — | — | — | Erstveröffentlichung: 19. November 2012                                           |
| 2013 | Wherever You Are She Looks So Perfect – B-Sides | — | — | — | — | — | — | — | Erstveröffentlichung: 23. September 2013                                          |
| 2014 | She Looks So Perfect 5 Seconds of Summer        | DE35 (6 Wo.)DE | AT21 (2 Wo.)AT | CH26 (2 Wo.)CH | UK1 ×2Doppelplatin · (27 Wo.)UK | US24 ×2Doppelplatin · (20 Wo.)US | AU1 ×5Fünffachplatin · (22 Wo.)AU | NZ1 Platin · (16 Wo.)NZ | Erstveröffentlichung: 21. Februar 2014 Verkäufe: + 3.955.000                      |
| 2014 | Don’t Stop 5 Seconds of Summer                  | DE46 (2 Wo.)DE | AT37 (1 Wo.)AT | CH36 (1 Wo.)CH | UK2 Gold · (11 Wo.)UK | US47 Gold · (3 Wo.)US | AU3 ×2Doppelplatin · (12 Wo.)AU | NZ1 (8 Wo.)NZ | Erstveröffentlichung: 9. Mai 2014 Verkäufe: + 1.067.500                           |
| 2014 | Amnesia 5 Seconds of Summer                     | DE64 (1 Wo.)DE | AT40 (2 Wo.)AT | CH49 (1 Wo.)CH | UK7 Platin · (18 Wo.)UK | US16 ×2Doppelplatin · (20 Wo.)US | AU7 ×4Vierfachplatin · (18 Wo.)AU | NZ6 (5 Wo.)NZ | Erstveröffentlichung: 5. September 2014 Verkäufe: + 3.035.000                     |
| 2014 | Good Girls 5 Seconds of Summer                  | DE96 (1 Wo.)DE | AT62 (1 Wo.)AT | — | UK19 Silber · (8 Wo.)UK | US34 Platin · (2 Wo.)US | AU19 Platin · (9 Wo.)AU | NZ15 (2 Wo.)NZ | Erstveröffentlichung: 31. Oktober 2014 Verkäufe: + 1.270.000                      |
| 2015 | She’s Kinda Hot Sounds Good Feels Good          | DE76 (1 Wo.)DE | AT35 (2 Wo.)AT | CH59 (1 Wo.)CH | UK14 Gold · (10 Wo.)UK | US22 Platin · (9 Wo.)US | AU6 Platin · (6 Wo.)AU | NZ11 (1 Wo.)NZ | Erstveröffentlichung: 17. Juli 2015 Verkäufe: + 1.470.000                         |
| 2015 | Jet Black Heart Sounds Good Feels Good          | — | AT60 (1 Wo.)AT | — | UK60 (1 Wo.)UK | US95 (1 Wo.)US | AU34 (1 Wo.)AU | — | Erstveröffentlichung: 18. Januar 2016                                             |
| 2015 | Hey Everybody! Sounds Good Feels Good           | DE74 (5 Wo.)DE | — | — | UK49 (1 Wo.)UK | — | — | — | Erstveröffentlichung: 9. Oktober 2015                                             |
| 2016 | Girls Talk Boys Ghostbusters (O.S.T.)           | DE80 (1 Wo.)DE | — | CH68 (1 Wo.)CH | UK28 (5 Wo.)UK | US68 (1 Wo.)US | AU— GoldAU | — | Erstveröffentlichung: 15. Juli 2016 Verkäufe: + 35.000                            |
| 2018 | Want You Back Youngblood                        | DE82 (1 Wo.)DE | AT50 (1 Wo.)AT | CH56 (1 Wo.)CH | UK22 Silber · (8 Wo.)UK | US61 Gold · (1 Wo.)US | AU32 Platin · (1 Wo.)AU | — | Erstveröffentlichung: 22. Februar 2018 Verkäufe: + 810.000                        |
| 2018 | Youngblood                                      | DE45 Gold · (15 Wo.)DE | AT23 (31 Wo.)AT | CH34 (31 Wo.)CH | UK4 ×3Dreifachplatin · (40 Wo.)UK | US7 ×6Sechsfachplatin · (48 Wo.)US | AU1 ×1313-fach-Platin · (57 Wo.)AU | NZ1 ×3Dreifachplatin · (44 Wo.)NZ | Erstveröffentlichung: 12. April 2018 Verkäufe: + 10.610.000                       |
| 2018 | Valentine Youngblood                            | — | — | — | — | — | AU— GoldAU | — | Erstveröffentlichung: 14. September 2018 Verkäufe: + 55.000                       |
| 2018 | Killer Queen –                                  | — | — | — | — | — | — | — | Erstveröffentlichung: 25. Oktober 2018 Original: Queen                            |
| 2018 | Lie to Me Youngblood (Soloversion)              | — | — | — | UK99 Silber · (1 Wo.)UK | — | AU38 ×2Doppelplatin · (2 Wo.)AU | — | Erstveröffentlichung: 21. Dezember 2018 Verkäufe: + 465.000; feat. Julia Michaels |
| 2019 | Easier Calm                                     | — | AT58 (1 Wo.)AT | CH66 (1 Wo.)CH | UK27 Silber · (9 Wo.)UK | US48 Platin · (16 Wo.)US | AU12 ×2Doppelplatin · (15 Wo.)AU | NZ16 Gold · (12 Wo.)NZ | Erstveröffentlichung: 23. Mai 2019 Verkäufe: + 1.570.000                          |
| 2019 | Teeth Calm                                      | — | AT70 (2 Wo.)AT | CH99 (1 Wo.)CH | UK46 Gold · (5 Wo.)UK | US— GoldUS | AU15 ×2Doppelplatin · (16 Wo.)AU | NZ25 (8 Wo.)NZ | Erstveröffentlichung: 21. August 2019 Verkäufe: + 1.590.000                       |
| 2020 | No Shame Calm                                   | — | — | — | UK68 (1 Wo.)UK | — | — | — | Erstveröffentlichung: 7. Februar 2020                                             |
| 2020 | Old Me Calm                                     | — | — | — | — | — | AU39 Gold · (1 Wo.)AU | — | Erstveröffentlichung: 21. Februar 2020 Verkäufe: + 115.000                        |
| 2020 | Wildflower Calm                                 | — | — | — | UK81 (1 Wo.)UK | — | — | — | Erstveröffentlichung: 25. März 2020                                               |
| 2021 | 2011 –                                          | — | — | — | — | — | — | — | Erstveröffentlichung: 3. Dezember 2021                                            |
| 2022 | Complete Mess 5SOS5                             | — | — | — | — | US85 (3 Wo.)US | — | — | Erstveröffentlichung: 2. März 2022                                                |
| 2022 | Take My Hand 5SOS5                              | — | — | — | — | — | — | — | Erstveröffentlichung: 1. April 2022                                               |
| 2022 | Me Myself and I 5SOS5                           | — | — | — | — | — | — | — | Erstveröffentlichung: 10. Mai 2022                                                |
| 2022 | Blender 5SOS5                                   | — | — | — | — | — | — | — | Erstveröffentlichung: 13. Juli 2022                                               |
| Folgende Lieder erschienen nicht als Single, wurden aber durch das Album zum Download und Streaming bereitgestellt und konnten somit eine Platzierung erlangen: |                                                 | | | | | | | |                                                                                   |
| |                                                 | | | | | | | |                                                                                   |
| 2014 | Try Hard Don’t Stop EP                          | — | — | — | UK80 (1 Wo.)UK | — | — | — | Charteinstieg: 22. Juni 2014                                                      |
| 2015 | Fly Away Sounds Good Feels Good                 | — | AT60 (1 Wo.)AT | — | UK44 (1 Wo.)UK | US100 (1 Wo.)US | AU26 (1 Wo.)AU | — | Charteinstieg: 21. August 2015                                                    |
| 2015 | Money Sounds Good Feels Good                    | — | — | — | UK88 (1 Wo.)UK | — | — | — | Charteinstieg: 25. September 2015                                                 |

### Als Gastmusiker
| Jahr | Titel Album                   | Höchstplatzierung, Gesamtwochen, AuszeichnungChartplatzierungen (Jahr, Titel, Album, Platzierungen, Wochen, Auszeichnungen, Anmerkungen) | Höchstplatzierung, Gesamtwochen, AuszeichnungChartplatzierungen (Jahr, Titel, Album, Platzierungen, Wochen, Auszeichnungen, Anmerkungen) | Höchstplatzierung, Gesamtwochen, AuszeichnungChartplatzierungen (Jahr, Titel, Album, Platzierungen, Wochen, Auszeichnungen, Anmerkungen) | Höchstplatzierung, Gesamtwochen, AuszeichnungChartplatzierungen (Jahr, Titel, Album, Platzierungen, Wochen, Auszeichnungen, Anmerkungen) | Höchstplatzierung, Gesamtwochen, AuszeichnungChartplatzierungen (Jahr, Titel, Album, Platzierungen, Wochen, Auszeichnungen, Anmerkungen) | Höchstplatzierung, Gesamtwochen, AuszeichnungChartplatzierungen (Jahr, Titel, Album, Platzierungen, Wochen, Auszeichnungen, Anmerkungen) | Höchstplatzierung, Gesamtwochen, AuszeichnungChartplatzierungen (Jahr, Titel, Album, Platzierungen, Wochen, Auszeichnungen, Anmerkungen) | Anmerkungen                                                                                            |
| Jahr | Titel Album                   | DE | AT | CH | UK | US | AU | NZ | Anmerkungen                                                                                            |
| ---- | ----------------------------- | --- | --- | --- | --- | --- | --- | --- | --- |
| 2019 | Who Do You Love World War Joy | DE55 (3 Wo.)DE | AT31 (4 Wo.)AT | CH43 (3 Wo.)CH | UK34 Gold · (14 Wo.)UK | US56 ×2Doppelplatin · (5 Wo.)US | AU13 ×2Doppelplatin · (15 Wo.)AU | NZ24 (10 Wo.)NZ | Erstveröffentlichung: 7. Februar 2019 Verkäufe: + 2.935.000 The Chainsmokers feat. 5 Seconds of Summer |
| 2020 | Times Like These –            | — | — | — | UK1 (8 Wo.)UK | — | — | NZ5 (2 Wo.)NZ | Erstveröffentlichung: 23. April 2020 als Teil der Live Lounge Allstars Original: Foo Fighters          |
| 2024 | Lighter –                     | — | — | — | UK78 (3 Wo.)UK | — | — | — | Erstveröffentlichung: 1. März 2024 Galantis feat. 5 Seconds of Summer & David Guetta                   |

## Videoalben und Musikvideos

### Videoalben
| Jahr | Titel Musiklabel                                                      | Höchstplatzierung, Gesamtwochen, AuszeichnungChartplatzierungen (Jahr, Titel, Musiklabel, Platzierungen, Wochen, Auszeichnungen, Anmerkungen) | Höchstplatzierung, Gesamtwochen, AuszeichnungChartplatzierungen (Jahr, Titel, Musiklabel, Platzierungen, Wochen, Auszeichnungen, Anmerkungen) | Höchstplatzierung, Gesamtwochen, AuszeichnungChartplatzierungen (Jahr, Titel, Musiklabel, Platzierungen, Wochen, Auszeichnungen, Anmerkungen) | Höchstplatzierung, Gesamtwochen, AuszeichnungChartplatzierungen (Jahr, Titel, Musiklabel, Platzierungen, Wochen, Auszeichnungen, Anmerkungen) | Höchstplatzierung, Gesamtwochen, AuszeichnungChartplatzierungen (Jahr, Titel, Musiklabel, Platzierungen, Wochen, Auszeichnungen, Anmerkungen) | Höchstplatzierung, Gesamtwochen, AuszeichnungChartplatzierungen (Jahr, Titel, Musiklabel, Platzierungen, Wochen, Auszeichnungen, Anmerkungen) | Höchstplatzierung, Gesamtwochen, AuszeichnungChartplatzierungen (Jahr, Titel, Musiklabel, Platzierungen, Wochen, Auszeichnungen, Anmerkungen) | Anmerkungen                                               |
| Jahr | Titel Musiklabel                                                      | DE | AT | CH | UK | US | AU | NZ | Anmerkungen                                               |
| ---- | --------------------------------------------------------------------- | --- | --- | --- | --- | --- | --- | --- | --------------------------------------------------------- |
| 2015 | How Did We End Up Here? – Live at Wembley Arena Capitol Records (UMG) | — | AT1 (3 Wo.)AT | CH1 (2 Wo.)CH | UK2 (14 Wo.)UK | — | AU— GoldAU | — | Erstveröffentlichung: 20. November 2015 Verkäufe: + 7.500 |

### Musikvideos
| Jahr | Titel                                     | Regie                                             |
| ---- | ----------------------------------------- | ------------------------------------------------- |
| 2012 | Out of My Limit                           | Bryce Jepsen                                      |
| 2013 | Heartbreak Girl                           | Charlie Miller                                    |
| 2013 | Try Hard                                  | Ben Winston                                       |
| 2013 | Wherever You Are                          | Ben Winston                                       |
| 2014 | She Looks so Perfect                      | Frank Borin, Isaac Rentz                          |
| 2014 | Don’t Stop                                | Isaac Rentz                                       |
| 2014 | Voodoo Doll                               |                                                   |
| 2014 | Amnesia                                   | Isaac Rentz                                       |
| 2014 | Good Girls                                | Isaac Rentz                                       |
| 2014 | What I Like About You (Live at the Forum) | Tom van Schelven                                  |
| 2015 | She’s Kinda Hot                           | Isaac Rentz                                       |
| 2015 | Hey Everybody!                            | Isaac Rentz                                       |
| 2015 | Jet Black Heart                           | Isaac Rentz                                       |
| 2016 | Girls Talk Boys                           | Isaac Rentz                                       |
| 2018 | Want You Back                             | James Larese                                      |
| 2018 | Youngblood                                | Conor Butler                                      |
| 2018 | Valentine                                 | Andy Deluca                                       |
| 2019 | Lie to Me                                 | Brendan Vaughan                                   |
| 2019 | Who Do You Love                           | Frank Borin                                       |
| 2019 | Easier                                    | Grant Singer (Musikvideo) Jade Ehlers (Livevideo) |
| 2019 | Teeth                                     | Thibaut Duverneix                                 |
| 2020 | No Shame                                  | Hannah Lux Davis                                  |
| 2020 | Old Me                                    | Hannah Lux Davis                                  |
| 2020 | Wildflower                                | Andy Deluca                                       |
| 2022 | Complete Mess                             | Lauren Dunn                                       |
| 2022 | Take My Hand                              | Cara Scott, Tyler Serebreni                       |
| 2022 | Me Myself & I                             | Harry Law (Musikvideo) — (Livevideo)              |
| 2022 | Bad Omens                                 | Danny Mitri, Alyona Shchasnaia                    |
| 2022 | Older                                     | Frank Borin, Ivanna Borin                         |
| 2024 | Lighter                                   | Ryan Fleming                                      |

## Promoveröffentlichungen
Promo-Singles

| Jahr | Titel Album                                 | Höchstplatzierung, Gesamtwochen, AuszeichnungChartplatzierungen (Jahr, Titel, Album, Platzierungen, Wochen, Auszeichnungen, Anmerkungen) | Höchstplatzierung, Gesamtwochen, AuszeichnungChartplatzierungen (Jahr, Titel, Album, Platzierungen, Wochen, Auszeichnungen, Anmerkungen) | Höchstplatzierung, Gesamtwochen, AuszeichnungChartplatzierungen (Jahr, Titel, Album, Platzierungen, Wochen, Auszeichnungen, Anmerkungen) | Höchstplatzierung, Gesamtwochen, AuszeichnungChartplatzierungen (Jahr, Titel, Album, Platzierungen, Wochen, Auszeichnungen, Anmerkungen) | Höchstplatzierung, Gesamtwochen, AuszeichnungChartplatzierungen (Jahr, Titel, Album, Platzierungen, Wochen, Auszeichnungen, Anmerkungen) | Höchstplatzierung, Gesamtwochen, AuszeichnungChartplatzierungen (Jahr, Titel, Album, Platzierungen, Wochen, Auszeichnungen, Anmerkungen) | Höchstplatzierung, Gesamtwochen, AuszeichnungChartplatzierungen (Jahr, Titel, Album, Platzierungen, Wochen, Auszeichnungen, Anmerkungen) | Anmerkungen                                                    |
| Jahr | Titel Album                                 | DE | AT | CH | UK | US | AU | NZ | Anmerkungen                                                    |
| ---- | ------------------------------------------- | --- | --- | --- | --- | --- | --- | --- | -------------------------------------------------------------- |
| 2014 | Kiss Me Kiss Me 5 Seconds of Summer         | — | AT49 (1 Wo.)AT | — | — | US28 (1 Wo.)US | AU14 (1 Wo.)AU | NZ10 (1 Wo.)NZ | Erstveröffentlichung: Juni 2014                                |
| 2014 | Everything I Didn’t Say 5 Seconds of Summer | — | AT44 (1 Wo.)AT | — | — | US24 (1 Wo.)US | AU11 (1 Wo.)AU | NZ8 (1 Wo.)NZ | Erstveröffentlichung: 15. Juni 2014                            |
| 2014 | What I Like About You She Looks So Perfect  | — | — | — | — | — | — | — | Erstveröffentlichung: 2. Dezember 2014 Original: The Romantics |

## Sonderveröffentlichungen

### Alben
| Jahr | Titel Musiklabel                                       | Anmerkungen                                                           |
| ---- | ------------------------------------------------------ | --------------------------------------------------------------------- |
| 2016 | Amnesia – B-Sides Capitol Records (UMG)                | Erstveröffentlichung: 3. Dezember 2016 Mini-Kompilation               |
| 2016 | Don’t Stop – B-Sides Capitol Records (UMG)             | Erstveröffentlichung: 3. Dezember 2016 Mini-Kompilation               |
| 2016 | Good Girls – B-Sides Capitol Records (UMG)             | Erstveröffentlichung: 3. Dezember 2016 Mini-Kompilation               |
| 2016 | LiveSOS – B-Sides Capitol Records (UMG)                | Erstveröffentlichung: 3. Dezember 2016 Mini-Kompilation               |
| 2016 | She Looks So Perfect – B-Sides Capitol Records (UMG)   | Erstveröffentlichung: 3. Dezember 2016 Mini-Kompilation               |
| 2016 | Sounds Good Feels Good – B-Sides Capitol Records (UMG) | Erstveröffentlichung: 3. Dezember 2016 Mini-Kompilation               |
| 2018 | Spotify Singles Capitol Records (UMG)                  | Erstveröffentlichung: 1. August 2018 Teil der „Spotify-Singles“-Reihe |

### Lieder
| Jahr | Titel Album                   | Anmerkungen                                                                       |
| ---- | ----------------------------- | --------------------------------------------------------------------------------- |
| 2017 | Take What You Want Ambitions  | Erstveröffentlichung: 11. Januar 2017 One Ok Rock feat. 5 Seconds of Summer       |
| 2019 | Who Do You Love World War Joy | Erstveröffentlichung: 6. Dezember 2019 The Chainsmokers feat. 5 Seconds of Summer |

| Jahr | Titel Album | Anmerkungen                                                    |
| ---- | --- | -------------------------------------------------------------- |
| 2014 | American Idiot Kerrang! Does Green Day’s American Idiot                                                                       | Erstveröffentlichung: 11. Juni 2014 Original: Green Day        |
| 2014 | Amnesia (Live at Live Lounge) BBC Radio 1’s Live Lounge 2014                                                                  | Erstveröffentlichung: 27. Oktober 2014                         |
| 2018 | No Roots (Live at Live Lounge) BBC Radio 1’s Live Lounge 2018                                                                 | Erstveröffentlichung: 23. November 2018 Original: Alice Merton |
| 2018 | Youngblood (Live at Live Lounge) BBC Radio 1’s Live Lounge 2018                                                               | Erstveröffentlichung: 23. November 2018                        |
| 2020 | Youngblood (Live at Concert for National Bushfire Relief) Artists Unite for Fire Fight – Concert for National Bushfire Relief | Erstveröffentlichung: 13. März 2020                            |

| Jahr | Titel Soundtrack                                        | Anmerkungen                            |
| ---- | ------------------------------------------------------- | -------------------------------------- |
| 2016 | Girls Talk Boys Ghostbusters                            | Erstveröffentlichung: 15. Juli 2016    |
| 2016 | She Looks So Perfect Just Dance Video Game Hits, Vol. 1 | Erstveröffentlichung: 25. Oktober 2016 |
| 2019 | Teeth Tote Mädchen lügen nicht                          | Erstveröffentlichung: 23. August 2019  |

### Videoalben
| Jahr | Titel Musiklabel                                           | Anmerkungen                                                                                  |
| ---- | ---------------------------------------------------------- | -------------------------------------------------------------------------------------------- |
| 2014 | Interview with 5 Seconds of Summer Capitol Records (UMG)   | Erstveröffentlichung: 8. Oktober 2014 Teil von 5 Seconds of Summer (Japanese Deluxe Edition) |
| 2016 | Sounds Good Feels Good – Musikvideos Capitol Records (UMG) | Erstveröffentlichung: Februar 2016 Teil von Sounds Good Feels Good (Japanese Deluxe Edition) |
| 2020 | Message from 5 Seconds of Summer Interscope Records (UMG)  | Erstveröffentlichung: 27. März 2020 Teil von Calm (Japanese Deluxe Edition)                  |

## Statistik

### Chartauswertung
|                     | DE    | AT    | CH    | UK    | US    | AU    | NZ    |
| ------------------- | ----- | ----- | ----- | ----- | ----- | ----- | ----- |
| Nummer-eins-Alben   | DE—DE | AT1AT | CH—CH | UK3UK | US3US | AU5AU | NZ1NZ |
| Top-10-Alben        | DE5DE | AT5AT | CH4CH | UK5UK | US6US | AU6AU | NZ5NZ |
| Alben in den Charts | DE5DE | AT5AT | CH6CH | UK6UK | US7US | AU7AU | NZ7NZ |

|                       | DE     | AT     | CH     | UK     | US     | AU     | NZ     |
| --------------------- | ------ | ------ | ------ | ------ | ------ | ------ | ------ |
| Nummer-eins-Singles   | DE—DE  | AT—AT  | CH—CH  | UK2UK  | US—US  | AU2AU  | NZ3NZ  |
| Top-10-Singles        | DE—DE  | AT—AT  | CH—CH  | UK5UK  | US1US  | AU5AU  | NZ7NZ  |
| Singles in den Charts | DE10DE | AT14AT | CH10CH | UK21UK | US15US | AU16AU | NZ12NZ |

|                          | DE    | AT    | CH    | UK    | US    | AU    | NZ    |
| ------------------------ | ----- | ----- | ----- | ----- | ----- | ----- | ----- |
| Nummer-eins-Videoalben   | DE—DE | AT1AT | CH1CH | UK—UK | US—US | AU—AU | NZ—NZ |
| Top-10-Videoalben        | DE—DE | AT1AT | CH1CH | UK1UK | US—US | AU—AU | NZ—NZ |
| Videoalben in den Charts | DE—DE | AT1AT | CH1CH | UK1UK | US—US | AU—AU | NZ—NZ |

### Auszeichnungen für Musikverkäufe
Das Lied Ghost of You wurde weder als Single veröffentlicht, noch konnte es aufgrund von Downloads oder Musikstreaming die Charts erreichen, dennoch erhielt das Lied Schallplattenauszeichnungen für über 775.000 verkaufte Einheiten.
| Land/RegionAuszeichnungen für Musikverkäufe (Land/Region, Auszeichnungen, Verkäufe, Quellen) | Silber     | Gold       | Platin         | Diamant     | Verkäufe   | Quellen              |
| -------------------------------------------------------------------------------------------- | ---------- | ---------- | -------------- | ----------- | ---------- | -------------------- |
| Australien (ARIA)                                                                            | —          | 8× Gold8   | 37× Platin37   | —           | 2.842.500  | aria.com.au          |
| Belgien (BRMA)                                                                               | —          | —          | Platin1        | —           | 40.000     | ultratop.be          |
| Brasilien (PMB)                                                                              | —          | 2× Gold2   | 14× Platin14   | 2× Diamant2 | 940.000    | pro-musicabr.org.br  |
| Dänemark (IFPI)                                                                              | —          | 5× Gold5   | 7× Platin7     | —           | 670.000    | ifpi.dk              |
| Deutschland (BVMI)                                                                           | —          | Gold1      | —              | —           | 200.000    | musikindustrie.de    |
| Finnland (IFPI)                                                                              | —          | 2× Gold2   | 2× Platin2     | —           | 110.000    | Einzelnachweise      |
| Frankreich (SNEP)                                                                            | —          | Gold1      | Platin1        | —           | 300.000    | snepmusique.com      |
| Italien (FIMI)                                                                               | —          | 4× Gold4   | Platin1        | —           | 175.000    | fimi.it              |
| Japan (RIAJ)                                                                                 | —          | Gold1      | —              | —           | 100.000    | riaj.or.jp           |
| Kanada (MC)                                                                                  | —          | 4× Gold4   | 5× Platin5     | —           | 560.000    | musiccanada.com      |
| Malaysia (RIM)                                                                               | —          | Gold1      | Platin1        | —           | 30.000     | Einzelnachweise      |
| Mexiko (AMPROFON)                                                                            | —          | 2× Gold2   | 2× Platin2     | —           | 180.000    | amprofon.com.mx      |
| Neuseeland (RMNZ)                                                                            | —          | 3× Gold3   | 20× Platin20   | —           | 547.500    | radioscope.co.nz NZ2 |
| Norwegen (IFPI)                                                                              | —          | 2× Gold2   | —              | —           | 40.000     | ifpi.no              |
| Österreich (IFPI)                                                                            | —          | Gold1      | —              | —           | 7.500      | ifpi.at              |
| Philippinen (PARI)                                                                           | —          | —          | 3× Platin3     | —           | 45.000     | Einzelnachweise      |
| Polen (ZPAV)                                                                                 | —          | 4× Gold4   | 5× Platin5     | Diamant1    | 330.000    | olis.pl              |
| Portugal (AFP)                                                                               | —          | 3× Gold3   | 3× Platin3     | —           | 45.000     | Einzelnachweise      |
| Schweden (IFPI)                                                                              | —          | 4× Gold4   | 3× Platin3     | —           | 275.000    | sverigetopplistan.se |
| Singapur (RIAS)                                                                              | —          | Gold1      | Platin1        | —           | 15.000     | rias.org.sg          |
| Spanien (Promusicae)                                                                         | —          | 3× Gold3   | Platin1        | —           | 140.000    | elportaldemusica.es  |
| Vereinigte Staaten (RIAA)                                                                    | —          | 5× Gold5   | 17× Platin17   | —           | 19.500.000 | riaa.com             |
| Vereinigtes Königreich (BPI)                                                                 | 5× Silber5 | 7× Gold7   | 7× Platin7     | —           | 6.800.000  | bpi.co.uk            |
| Insgesamt                                                                                    | 5× Silber5 | 64× Gold64 | 130× Platin130 | 3× Diamant3 |            |                      |